# Església del Santíssim Sacrament (Almàssera)
L'Església del Santíssim Sacrament és un temple catòlic situat a la vora de la plaça Major d'Almàssera (Horta Nord, País Valencià). La seua construcció va començar el 1792, però no va acabar-se fins al 1875. Conserva l'arqueta de plom on, segons la tradició, es custodiaven les formes que donaren origen al miracle dels peixets.

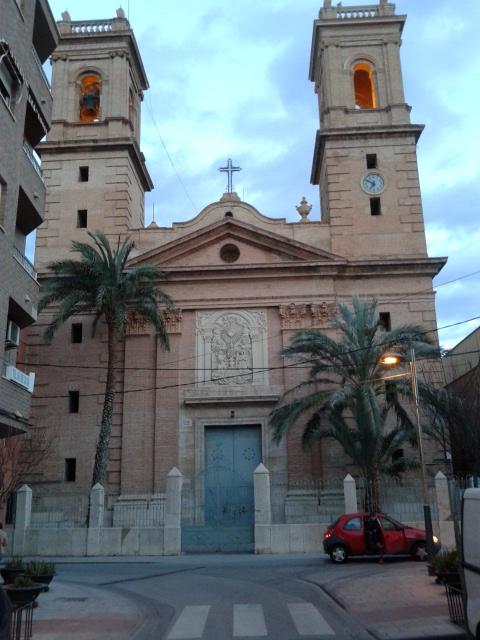
Façana de l'Església del Santíssim Sacrament

## Estructura
La façana, de maons sobre base de maçoneria, destaca per la severitat acadèmica i geomètrica. Està emmarcada per dos torres de tres cossos, el primer amb tres finestres, el segon amb dos i el tercer amb un forat de mig punt amb campanes, i coronades per una balaustrada. La torre esquerra porta el rellotge en el segon cos. Ambdues queden unides per un frontó corb amb dos gerres a cada costat, que al mateix temps envolta un segon frontó triangular amb òcul en el timpà, al que arriben dos parells de pilastres amb capitells corintis que flanquegen la porta d'arc de llinda, coronada per un gran relleu de pedra, de tema eucarístic.
Es tracta d'un edifici de tres naus i creuer. La central és de canó rebaixada i té quatre trams. Les laterals tenen voltes vaïdes. Els pilars estan ornats amb pilastres acanalades, adossades i amb capitell compost. El cor se situa als peus, sobre l'entrada principal. El presbiteri és ample, amb altar exempt, i a sobre se situa un templet circular amb quatre columnes per a exposar la Custòdia, ornat amb àngels, al·legoria de l'Eucaristia i el Crist Salvador, obra d'Antoni Cortina Farinós, qui també es deuen diversos frescos i les pintures dels lunets. La decoració no seguix cap estil definit, però seguix les pautes de la iconografia eucarística tradicional. Al braç esquerre del creuer s'obri la Capella de la Comunió, i al dret la Sagristia. Es conserva l'arqueta de plom on, segons la tradició, es custodiaven les formes que donaren origen al miracle dels peixets.

## Història
L'església del Santíssim Sacrament està construïda sobre el solar d'un antic temple, alçat el 1347 i que fou annex de la parròquia d'Alboraia fins al 1352, separant-se d'esta arran del miracle dels peixets. L'antic temple s'enderrocà el 1699, començant-se a construir l'església actual el 1792 segons els plànols de Vicent Marzo. Les obres, això no obstant, s'allargaren fins al 1875 quant al temple en si, mentres que el tercer cos de la torre esquerra no es va completar fins a les darreries de la dècada de 1980. L'ornamentació interna va ser restaurada la dècada de 1940 per a reparar els desperfectes produïts durant la guerra civil espanyola.